# Soumagne
 (août 2012).
Si vous disposez d'ouvrages ou d'articles de référence ou si vous connaissez des sites web de qualité traitant du thème abordé ici, merci de compléter l'article en donnant les références utiles à sa vérifiabilité et en les liant à la section « Notes et références ».
Soumagne (en wallon Soûmagne) est une commune francophone de Belgique située en Région wallonne dans le Pays de Herve, en province de Liège.

## Géographie

### Sections de commune
Soumagne a fusionné avec les anciennes communes (devenues sections) suivantes au premier janvier 1977 :
| # | Nom             | Superf. (km²) | Habitants (2020) | Habitants par km² | Code INS |
| - | --------------- | ------------- | ---------------- | ----------------- | -------- |
| 1 | Soumagne        | 7,99          | 7.784            | 974               | 62099A   |
| 2 | Ayeneux         | 3,86          | 2.503            | 648               | 62099B   |
| 3 | Micheroux       | 1,67          | 1.516            | 907               | 62099C   |
| 4 | Melen           | 5,70          | 3.201            | 561               | 62099D   |
| 5 | Cerexhe-Heuseux | 5,04          | 1.173            | 233               | 62099E   |
| 6 | Évegnée-Tignée  | 2,93          | 860              | 294               | 62099F   |

### Communes limitrophes
|              | Blegny   |       |
| Beyne-Heusay | Soumagne | Herve |
| Fléron       | Olne     |       |

### Géographie physique
La commune de Soumagne se trouve dans le Pays de Herve à une dizaine de km de Liège située à l'ouest et de Verviers située au sud-est. La superficie agricole est restée très importante et couvre quelque 60 % de son territoire.
Le village de Soumagne-Bas (ou Soumagne-Vallée) et Soumagne-Haut, principale agglomération de l'entité, s'est développée autour de l'ancienne gare de Micheroux et de la Route nationale 3, débordant sur les anciennes communes de Soumagne, Micheroux et Melen. Soumagne occupe la partie centrale de la commune.
Le sud de Soumagne à hauteur de Wégimont est traversé par la Magne, principal ruisseau de la commune.

## Démographie

### Démographie: Avant la fusion des communes
- Source: DGS recensements population

### Démographie: Commune fusionnée
En tenant compte des anciennes communes entraînées dans la fusion de communes de 1977, on peut dresser l'évolution suivante :
Les chiffres des années 1831 à 1970 tiennent compte des chiffres des anciennes communes fusionnées.
- Source: DGS , de 1831 à 1981=recensements population; à partir de 1990 = nombre d'habitants chaque 1 janvier

## Histoire
Les humains étaient déjà présents dans la commune de Soumagne dès la préhistoire. En effet, quelques silex taillés ont été retrouvés dans l'ancien hameau de Sonkeu.
Il y a un hôpital dont les archives font mention dès 1482. Il est situé sur le chemin de la chaussée actuelle et disparaît en 1863.

Le 5 août 1914, le 27e RI de l'armée impériale allemande passa par les armes 118 civils et détruisit 101 maisons.
Le 2 juillet 2017, la commune de Soumagne a accueilli sur son territoire le passage du Tour de France à l'occasion de la 2e étape reliant Düsseldorf à Liège.

## Héraldique
|  | La commune possède des armoiries qui lui ont été octroyées le 13 mai 1840 et à nouveau le 2 février 1978. En 1840, elles étaient blasonnées : « D'azur à un Saint Lambert d'or, tenant de la main dextre un livre ouvert, et de la main senestre une crosse d'évêque contournée et posée en barre de même ». Blasonnement : D'azur à un Saint Lambert, mitré, debout sur une terrasse, tenant de la dextre un livre ouvert et de la senestre une crosse posée en barre, le crosseron vers l'extérieur, le tout d'or. Source du blasonnement : Heraldy of the World. |

## Politique et administration

### Conseil et collège communal 2024-2030
| Collège communal   |                     |                          |
| ------------------ | ------------------- | ------------------------ |
| Bourgmestre        | Benjamin Houet      | MR - Avec le Bourgmestre |
| 1er Échevin        | Yves Trillet        | MR - Avec le Bourgmestre |
| 2e Échevine        | Véronique Delmal    | Avec le Bourgmestre      |
| 3e Échevine        | Virginie Denis      | Les Engagés              |
| 4e Échevin         | François Klarzynski | MR - Avec le Bourgmestre |
| 5e Échevin         | Benoît Dethier      | Avec le Bourgmestre      |
| Présidente du CPAS | Amélie Lemoine      | Avec le Bourgmestre      |

## Économie

### Transports
L'extrémité est du tunnel de Soumagne se trouve dans la commune. Ce tunnel est le plus long tunnel ferroviaire de Belgique (6,4 km), permettant aux trains à grande vitesse sur le tracé de la ligne TGV Bruxelles-Liège-Cologne (LGV3) de relier l’agglomération liégeoise et la vallée de la Meuse au plateau de Herve, avec un dénivelé de 120 mètres.
Deux importants axes routiers traversent la commune : l'Autoroute E40 (aire de repos de Tignée) et la Route nationale 3 (Liège-frontière allemande).

## Personnalités
- Joséphine Fafchamps (1905-1997), organisatrice et militante belge des mouvements syndicaux chrétiens pour les droits des femmes, est morte à Soumagne.
- Camille Joset (1879-1958) : journaliste, fonctionnaire et lieutenant-colonel dans la Résistance.